# Thảm thực vật Ba Lan

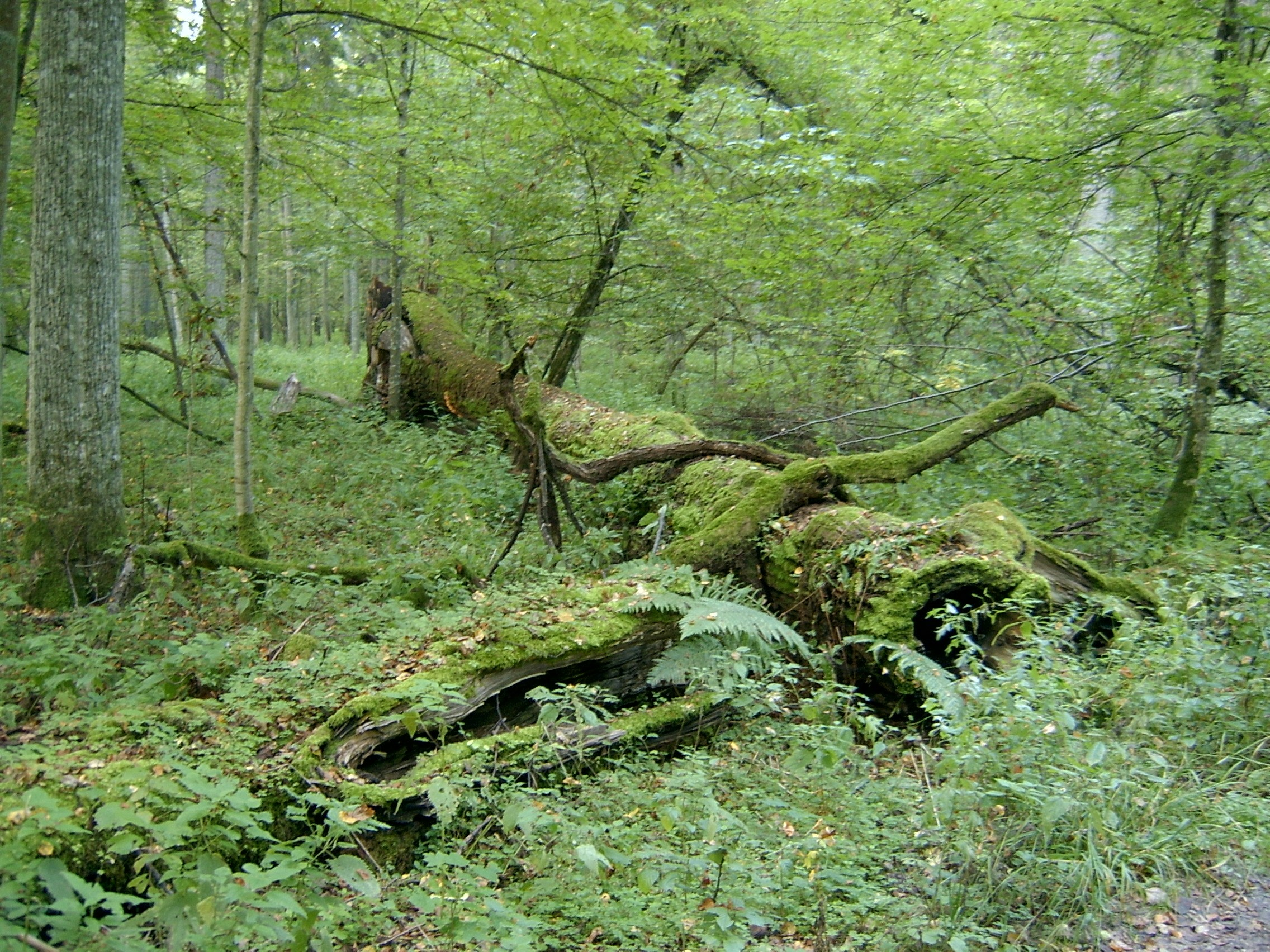
Vườn quốc gia Bialowieza

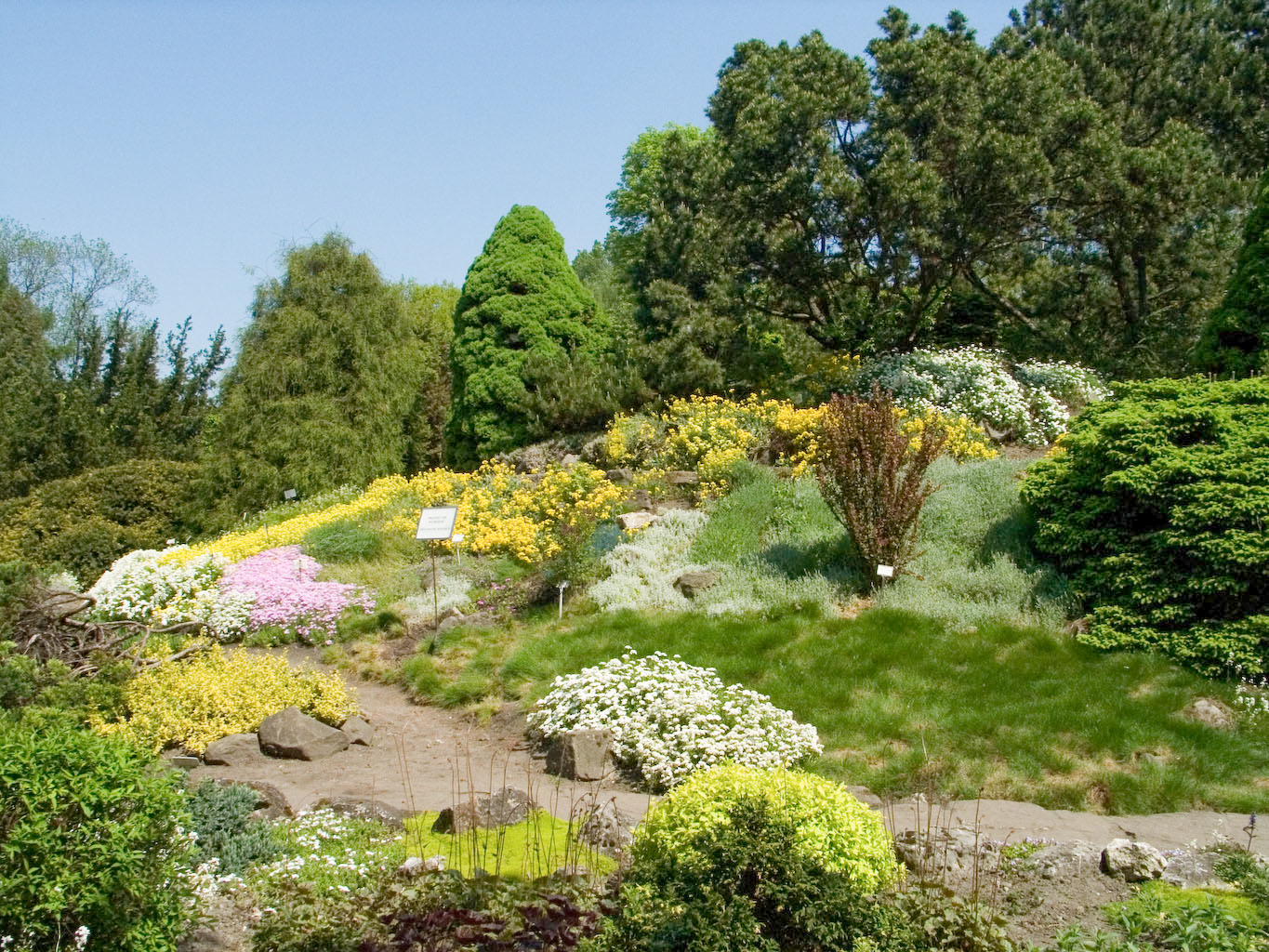
Vườn bách thảo ở Krakow

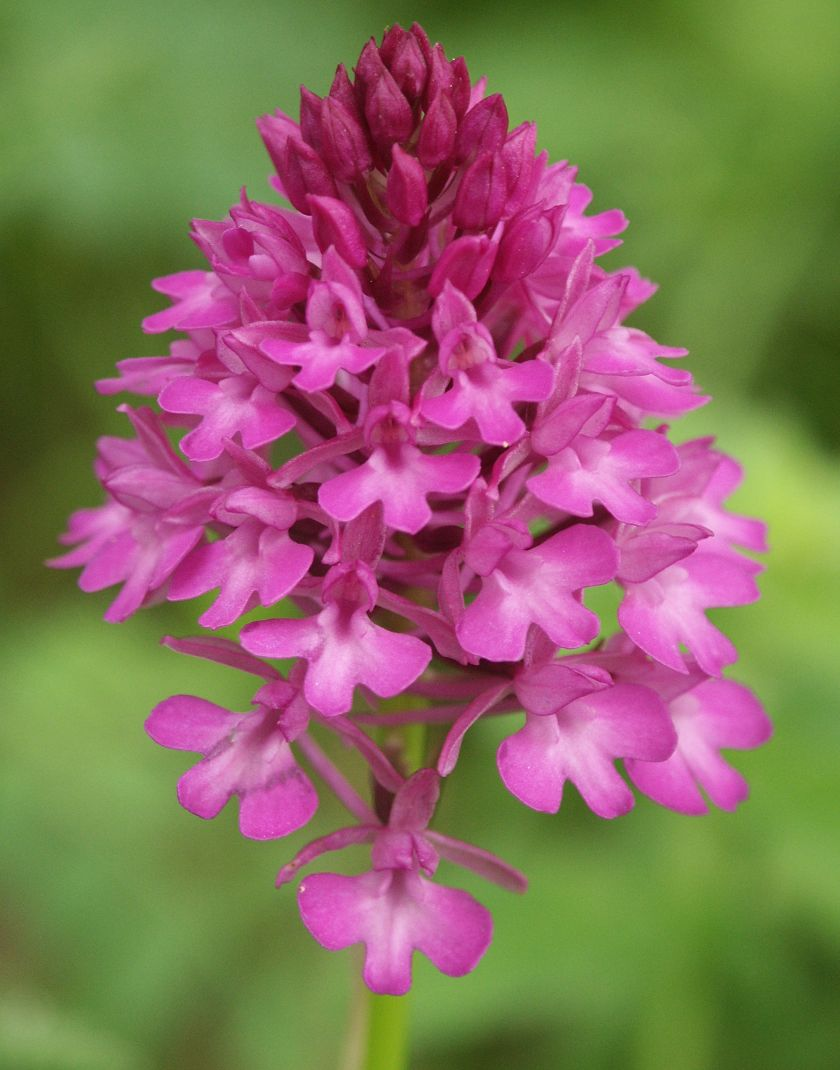
Được công nhận là đã tuyệt chủng ở Ba Lan, loài hoa lan này được tìm thấy một lần nữa vào năm 2009

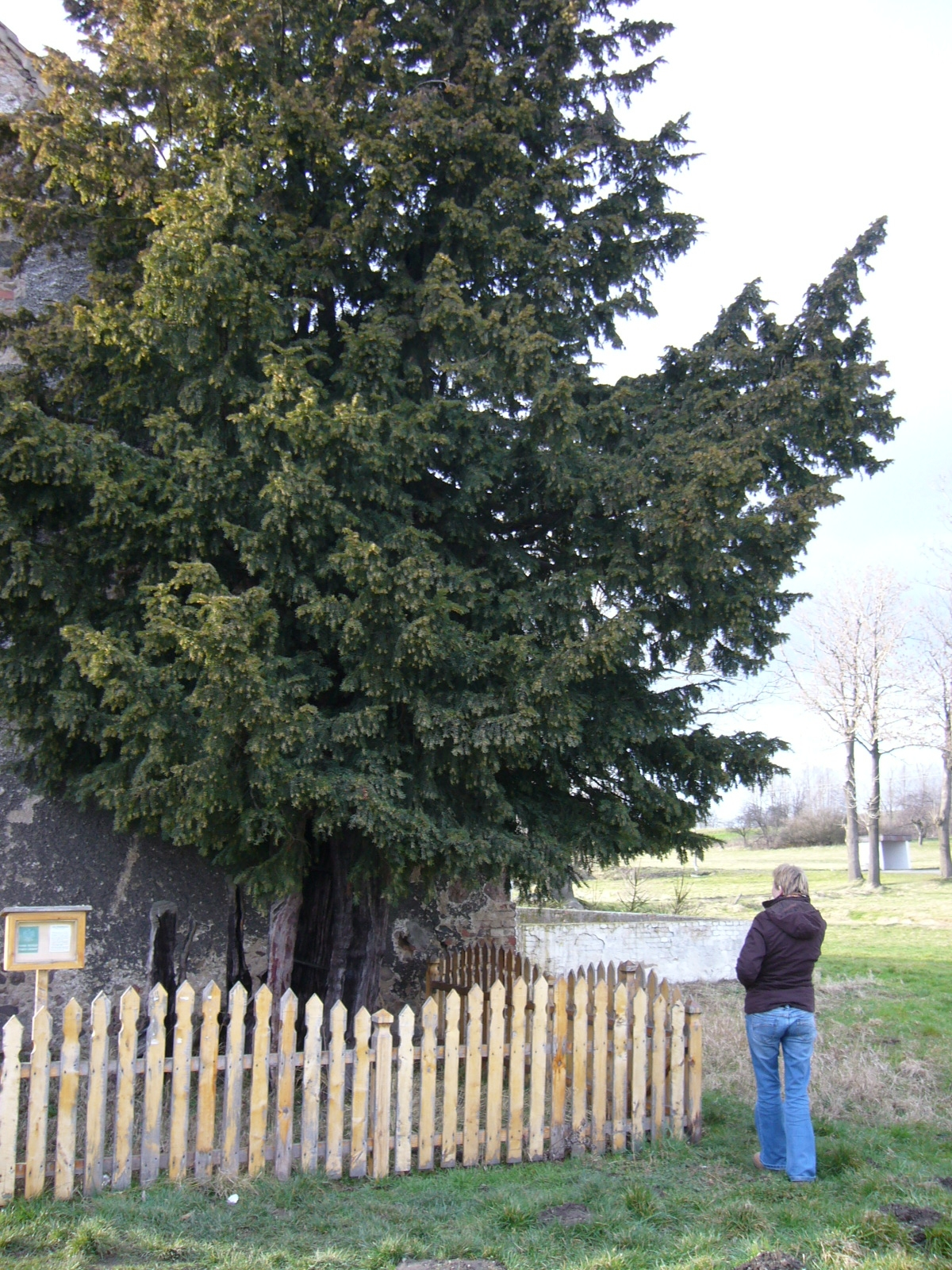
Cây lâu đời nhất ở Ba Lan- cây thủy tùng châu Âu từ Henryków Lubański

Thảm thực vật Ba Lan - bao gồm tất cả các quần thể thực vật (thảm thực vật) và các loài thực vật (hệ thực vật) có ở Ba Lan. Thảm thực vật là một hệ thống linh động, phụ thuộc vào các biến đổi môi trường. Trong nhiều thế kỷ, tác động của con người là yếu tố quyết định trong sự xuất hiện và việc biến đổi thảm thực vật. Vì vậy, mặc dù theo phân vùng hệ thống thảm thực vật, Ba Lan gần như hoàn toàn nằm trong khu vực rừng rụng lá mùa đông, nhưng trên thực tế thì chỉ một phần nhỏ của Ba Lan được bao phủ bởi những khu rừng như vậy .

## Định hình thảm thực vật Ba Lan
Các dòng sông băng từ thời kỳ Pleistocene đã biến lãnh thổ Ba Lan ngày nay thành một vùng đất băng giá. Sau thời kỳ băng tan, thảm thực vật xuất hiện trở lại trên vùng đất này. Tuy nhiên, địa thế tương đối giống nhau của các dãy núi tác động đến thay đổi khí hậu, khiến nhiều loài thực vật không thể tồn tại. Do đó, thảm thực vật của Ba Lan thiếu đa dạng hơn nhiều so với các khu vực nằm trên vĩ độ địa lý tương tự ở Bắc Mỹ hoặc Đông Á.
Thảm thực vật đương đại của Ba Lan được hình thành sau thời kỳ băng hà cuối cùng (được gọi là Baltic hoặc Vistula), diễn ra ở Pleistocene, cây cối bắt đầu sinh sôi từ hơn 12.000 năm trước Trong khoảng 2.000 năm, đài nguyên được giải phóng khỏi lớp băng và là cảnh quan chính, cùng với đó là rừng bạch dương và rừng thông. Hơn 9.000 năm trước, cây ulmus, cây phỉ, cây alder và cây họ Ô liu đã lan rộng. Khoảng 8.000 năm trước ,Chi đoạn và sồi xuất hiện. Trong thời kỳ Đại Tây Dương (7700-5100 trước CN), rừng với nhiều loài cây rụng lá lan rộng. Đồng thời, ảnh hưởng của con người đối với độ che phủ thực vật tăng lên - hệ thực vật ngũ cốc, cỏ dại và các loài thực vật đồng cỏ tăng lên, đó là kết quả của cuộc cách mạng đá mới. Những thay đổi tiếp theo của thảm thực vật chịu ảnh hưởng mạnh mẽ của cả biến đổi khí hậu và tác động ngày càng nhiều hơn của con người .

## Hệ thực vật Ba Lan
Tại Ba Lan, cho đến nay, người ta quan sát thấy sự xuất hiện của gần 3.000 loài thực vật bản địa và ngoại lai của loài cây thực vật hạt kín Magnoliophyta . Ngoài ra còn có 67 loài dương xỉ Pteridophyta, 910 loài rêu Bryophyta, 2.000 loài tảo xanh Chlorophyta, 25 loài  thuộc ngành luân tảo và 39 loài tảo Rhodophyta .

## Thảm thực vật Ba Lan
Các quản lạc thực vật tự nhiên và nguyên thủy thường mọc trong những mảnh rừng (một phần của Rừng nguyên sinh Białowieża, một số khu rừng dự trữ, rừng đầm lầy khó tiếp cận), vùng đất ngập nước và hồ được bảo tồn, thảm thực vật núi cao. Một khu vực rộng lớn được bao phủ bởi rừng và đồng cỏ bán tự nhiên. Bề mặt còn lại của thảm thực vật là các loài cây trồng phát triển gần khu vực canh tác và các khu vực đô thị hóa.
Thảm thực vật ở Ba Lan được kiểm tra và phân loại theo phương pháp của tế bào học Pháp-Thụy Sĩ (còn gọi là Trung Âu). Theo các giả định của phương pháp này, một danh sách các nhóm thực vật của Ba Lan đã được phát triển. Cùng với việc gia nhập Liên minh châu Âu, một phương pháp phân loại thực vật khác đã được đưa vào áp dụng - phân loại môi trường sống tự nhiên. Phương pháp này được triển khai như một phần của chương trình CORINE để định hình mạng lưới Natura 2000.

### Thảm thực vật tự nhiên tiềm năng
Thảm thực vật tự nhiên tiềm năng của Ba Lan sẽ hình thành dựa trên tiềm năng địa lý phổ biến ở nước này qua nhiều năm (bởi địa hình của khu vực, hoạt động của các tảng băng, tác động của khí hậu biển và lục địa). Về mặt lý thuyết, một loạt các yếu tố có thể có tác động đến việc tạo ra thảm thực vật phong phú ở Ba Lan.
Thảm thực vật tiềm năng ở Ba Lan được mô tả khá cụ thể trong bản đồ được thực hiện vào những năm 1972-1995 bởi một nhóm các nhà khoa học do nhà thực vật học Władysław Matuszkiewicz dẫn dắt. Thành quả của nghiên cứu là bản đồ thảm thực vật tiềm năng của Ba Lan theo tỷ lệ 1: 300   000 . Theo nghiên cứu này, cấu trúc của các loại thảm thực vật tiềm năng chính  được định hình ở Ba Lan như sau:
- rừng rụng lá màu mỡ lớp Querco-Fagetea - 58,1% (bao gồm 13,6% diện tích lãnh thổ là rừng sồi, 41,6% rừng cây trăn, 2,9% rừng sồi gỗ ưa nhiệt)
- rừng rụng lá bạc màu, sồi chua từ lớp Quercetea robori-petraeae - 5,2%
- rừng hỗn giao và rừng lá kim thuộc lớp Vaccinio-Piceetea - 25,3% (rừng hỗn hợp 13,9%, rừng thông 10,2% và rừng vân sam 1,2%)
- thảm thực vật của đất hydroic (ven sông và đầm lầy) - 10,9%
- các nhóm thực vật khác - 0,5%.

## Nguy cơ
Danh sách các loài có nguy cơ tuyệt chủng của hệ thực vật Ba Lan được công bố trong các phiên bản cập nhật tiếp theo của " Danh sách đỏ các loài thực vật và nấm của Ba Lan ". Ấn phẩm mới nhất được xuất bản năm 2016   (" Sách đỏ thực vật Ba Lan " được mở rộng để mô tả các loài cụ thể).
Loài cây hiện đã tuyệt chủng hay đang bị đe dọa ở Ba Lan là 594 loài tảo, 92 loài rêu tản và rêu sừng (chiếm 38,7% số loài thực vật Ba Lan, trong đó hai loài đã bị tuyệt chủng) và 506 loài thực vật bậc cao (chiếm 21% hệ thực vật bản địa, trong đó có 44 loài đã bị tuyệt chủng).
Các hệ sinh thái đang bị đe dọa ở Ba Lan được đưa vào danh sách các môi trường sống tự nhiên cần được bảo vệ trong khu vực Natura 2000. Những loài đang đứng bên bờ vực tuyệt chủng gồm: thực vật ở hồ muối và hồ lobelia, cây bụi xanh với thạch thảo đầm lầy Erica, cỏ nhiệt đới, cỏ đầm lầy, rừng đầm lầy và rừng sồi đá vôi.

## Bảo vệ thảm thực vật
Việc bảo vệ thảm thực vật được thực hiện ở Ba Lan như là một phần của việc bảo vệ thiên nhiên nói chung, với các cơ sở hợp hiến và theo luật định. Các quy định nhằm duy trì trạng thái thảm thực vật nên được hoạch định trong chính sách phát triển bền vững của quốc gia. Các loài có nguy cơ tuyệt chủng được bảo vệ trong các vườn quốc gia, khu bảo tồn, vùng sinh thái, công viên cảnh quan và khu vực Natura 2000. Chương trình Bảo vệ loài thực vật cũng đã được giới thiệu ở Ba Lan nhằm bảo tồn đa dạng sinh học loài. Ngoài các hoạt động bảo vệ thiên nhiên, các hoạt động liên quan đến bảo tồn đa dạng loài thực vật ở Ba Lan còn được thực hiện bởi các vườn bách thảo.